# Anacroneuria uruguayana
Anacroneuria uruguayana is een steenvlieg uit de familie borstelsteenvliegen (Perlidae). De wetenschappelijke naam van de soort is voor het eerst geldig gepubliceerd in 1923 door Navás.